# Az Amerikai Virgin-szigetek az 1992. évi nyári olimpiai játékokon
Az Amerikai Virgin-szigetek a spanyolországi Barcelonában megrendezett 1992. évi nyári olimpiai játékok egyik részt vevő nemzete volt. Az országot az olimpián 7 sportágban 25 sportoló képviselte, akik érmet nem szereztek.

## Atlétika
Férfi
| Versenyző                                                    | Versenyszám     | Előfutam      | Előfutam      | Előfutam      | Negyeddöntő | Negyeddöntő | Negyeddöntő | Elődöntő | Elődöntő | Elődöntő | Döntő   | Döntő    |
| Versenyző                                                    | Versenyszám     | Idő           | Hely.         | Össz.         | Idő         | Hely.       | Össz.       | Idő      | Hely.    | Össz.    | Idő     | Helyezés |
| ------------------------------------------------------------ | --------------- | ------------- | ------------- | ------------- | ----------- | ----------- | ----------- | -------- | -------- | -------- | ------- | -------- |
| Neville Hodge                                                | 100 m           | 10,71         | 4.            | 39.*          | kiesett     | kiesett     | kiesett     | kiesett  | kiesett  | kiesett  | kiesett | kiesett  |
| Wendell Dickerson                                            | 200 m           | 21,78         | 4.            | 54.           | kiesett     | kiesett     | kiesett     | kiesett  | kiesett  | kiesett  | kiesett | kiesett  |
| Desai Wynter                                                 | 400 m           | nem ért célba | nem ért célba | nem ért célba | kiesett     | kiesett     | kiesett     | kiesett  | kiesett  | kiesett  | kiesett | kiesett  |
| Marlon Williams                                              | 5000 m          | 15:26,49      | 12.           | 52.           |             |             |             |          |          |          | kiesett | kiesett  |
| Marlon Williams                                              | 10 000 m        | 31:22,13      | 27.           | 49.           |             |             |             |          |          |          | kiesett | kiesett  |
| Calvin Dallas                                                | Maraton         |               |               |               |             |             |             |          |          |          | 2:38:11 | 78.      |
| Derry Pemberton Neville Hodge Mitch Peters Wendell Dickerson | 4 × 100 m váltó | 40,48         | 5.            | 19.           |             |             |             | kiesett  | kiesett  | kiesett  | kiesett | kiesett  |

Női
| Versenyző     | Versenyszám | Előfutam | Előfutam | Előfutam | Negyeddöntő | Negyeddöntő | Negyeddöntő | Elődöntő | Elődöntő | Elődöntő | Döntő   | Döntő    |
| Versenyző     | Versenyszám | Idő      | Hely.    | Össz.    | Idő         | Hely.       | Össz.       | Idő      | Hely.    | Össz.    | Idő     | Helyezés |
| ------------- | ----------- | -------- | -------- | -------- | ----------- | ----------- | ----------- | -------- | -------- | -------- | ------- | -------- |
| Ruth Morris   | 200 m       | 24,17    | 4.       | 35.      | 24,26       | 8.          | 32.         | kiesett  | kiesett  | kiesett  | kiesett | kiesett  |
| Ruth Morris   | 400 m       | 54,37    | 5.       | 31.      | 54,92       | 8.          | 32.         | kiesett  | kiesett  | kiesett  | kiesett | kiesett  |
| Ana Gutiérrez | Maraton     |          |          |          |             |             |             |          |          |          | 3:14:02 | 35.      |

| Versenyző      | Versenyszám | Selejtező | Selejtező | Döntő    | Döntő    |
| Versenyző      | Versenyszám | Eredmény  | Helyezés  | Eredmény | Helyezés |
| -------------- | ----------- | --------- | --------- | -------- | -------- |
| Flora Hyacinth | Távolugrás  | 671 cm    | 7.        | 652 cm   | 9.       |

* - egy másik versenyzővel azonos időt ért el

## Kerékpározás

### Országúti kerékpározás
Férfi
| Versenyző   | Versenyszám   | Idő           | Helyezés      |
| ----------- | ------------- | ------------- | ------------- |
| Chesen Frey | Mezőnyverseny | nem ért célba | nem ért célba |

## Lovaglás
Díjugratás
| Versenyző      | Ló              | Versenyszám | Selejtező | Selejtező | Selejtező | Selejtező | Selejtező | Selejtező     | Selejtező  | Selejtező  | Döntő   | Döntő   | Döntő   | Döntő   | Végeredmény | Végeredmény |
| Versenyző      | Ló              | Versenyszám | 1. kör    | 1. kör    | 2. kör    | 2. kör    | 2. kör    | 3. kör        | Összesítés | Összesítés | 1. kör  | 1. kör  | 2. kör  | 2. kör  | Végeredmény | Végeredmény |
| Versenyző      | Ló              | Versenyszám | Pont      | Hely.     | Pont      | Össz.     | Hely.     | Pont          | Pont       | Hely.      | Bünt.   | Hely.   | Bünt.   | Hely.   | Pont/Bünt   | Helyezés    |
| -------------- | --------------- | ----------- | --------- | --------- | --------- | --------- | --------- | ------------- | ---------- | ---------- | ------- | ------- | ------- | ------- | ----------- | ----------- |
| Charles Holzer | Manassas County | Egyéni      | 12,00     | 76.       | 45,50     | 57,50     | 62.       | nem ért célba | 57,50      | 69.        | kiesett | kiesett | kiesett | kiesett | 57,50       | 69.         |

## Ökölvívás
| Versenyző      | Versenyszám | Selejtező                  | Nyolcaddöntő                        | Negyeddöntő       | Elődöntő          | Döntő             | Helyezés |
| Versenyző      | Versenyszám | Ellenfél Eredmény          | Ellenfél Eredmény                   | Ellenfél Eredmény | Ellenfél Eredmény | Ellenfél Eredmény | Helyezés |
| -------------- | ----------- | -------------------------- | ----------------------------------- | ----------------- | ----------------- | ----------------- | -------- |
| Jacobo Garcia  | Könnyűsúly  | erőnyerő                   | Rashi Ali Hadj Matumla (TAN) · 2-12 | kiesett           | kiesett           | kiesett           | 9.       |
| Gilberto Brown | Középsúly   | Lotfi Missaoui (TUN) · 6-4 | Ariel Hernández (CUB) · 2-13        | kiesett           | kiesett           | kiesett           | 9.       |

## Sportlövészet
Férfi
| Versenyző      | Versenyszám       | Selejtező | Selejtező | Döntő   | Döntő    |
| Versenyző      | Versenyszám       | Pont      | Helyezés  | Pont    | Helyezés |
| -------------- | ----------------- | --------- | --------- | ------- | -------- |
| Bruce Meredith | Sportpuska, fekvő | 591       | 31.*      | kiesett | kiesett  |

* - hét másik versenyzővel azonos eredményt ért el

## Úszás
Férfi
| Versenyző         | Versenyszám    | Előfutam | Előfutam | Előfutam | Döntő   | Döntő   | Döntő   | Helyezés |
| Versenyző         | Versenyszám    | Idő      | Hely.    | Össz.    | Típus   | Idő     | Hely.   | Helyezés |
| ----------------- | -------------- | -------- | -------- | -------- | ------- | ------- | ------- | -------- |
| Laurent Alfred    | 50 m gyors     | 24,66    | 3.       | 48.      | kiesett | kiesett | kiesett | kiesett  |
| Laurent Alfred    | 100 m gyors    | 54,89    | 5.       | 60.      | kiesett | kiesett | kiesett | kiesett  |
| Laurent Alfred    | 200 m gyors    | 2:04,59  | 5.       | 51.      | kiesett | kiesett | kiesett | kiesett  |
| Kristan Singleton | 100 m pillangó | 58,20    | 3.       | 50.      | kiesett | kiesett | kiesett | kiesett  |
| Kristan Singleton | 200 m pillangó | 2:08,71  | 1.       | 39.*     | kiesett | kiesett | kiesett | kiesett  |

Női
| Versenyző      | Versenyszám    | Előfutam | Előfutam | Előfutam | Döntő   | Döntő   | Döntő   | Helyezés |
| Versenyző      | Versenyszám    | Idő      | Hely.    | Össz.    | Típus   | Idő     | Hely.   | Helyezés |
| -------------- | -------------- | -------- | -------- | -------- | ------- | ------- | ------- | -------- |
| Shelley Cramer | 50 m gyors     | 27,84    | 3.       | 40.      | kiesett | kiesett | kiesett | kiesett  |
| Shelley Cramer | 100 m gyors    | 59,99    | 5.       | 39.      | kiesett | kiesett | kiesett | kiesett  |
| Shelley Cramer | 100 m pillangó | 1:05,84  | 7.       | 43.      | kiesett | kiesett | kiesett | kiesett  |
| Shelley Cramer | 200 m pillangó | 2:25,24  | 4.       | 30.      | kiesett | kiesett | kiesett | kiesett  |

* - egy másik versenyzővel azonos időt ért el

## Vitorlázás
Férfi
| Versenyző    | Versenyszám     | Futam | Futam | Futam | Futam | Futam  | Futam  | Futam | Futam | Futam | Futam | Pontszám | Helyezés |
| Versenyző    | Versenyszám     | 1     | 2     | 3     | 4     | 5      | 6      | 7     | 8     | 9     | 10    | Pontszám | Helyezés |
| ------------ | --------------- | ----- | ----- | ----- | ----- | ------ | ------ | ----- | ----- | ----- | ----- | -------- | -------- |
| Jimmy Diaz   | Szörfvitorlázás | 37,0  | 26,0  | 32,0  | 29,0  | (42,0) | 32,0   | 31,0  | 32,0  | 27,0  | 42,0  | 288,0    | 30.      |
| Mark Swanson | Finn dingi      | 20,0  | 28,0  | 24,0  | 28,0  | 20,0   | (32,0) | 28,0  |       |       |       | 148,0    | 23.      |

Női
| Versenyző      | Versenyszám     | Futam | Futam | Futam | Futam | Futam | Futam | Futam | Futam | Futam | Futam  | Pontszám | Helyezés |
| Versenyző      | Versenyszám     | 1     | 2     | 3     | 4     | 5     | 6     | 7     | 8     | 9     | 10     | Pontszám | Helyezés |
| -------------- | --------------- | ----- | ----- | ----- | ----- | ----- | ----- | ----- | ----- | ----- | ------ | -------- | -------- |
| Lisa Neuburger | Szörfvitorlázás | 26,0  | 20,0  | 21,0  | 15,0  | 20,0  | 15,0  | 15,0  | 11,7  | 17,0  | (31,0) | 160,7    | 13.      |

Nyílt
| Versenyző                         | Versenyszám | Futam  | Futam | Futam | Futam  | Futam | Futam | Futam | Pontszám | Helyezés |
| Versenyző                         | Versenyszám | 1      | 2     | 3     | 4      | 5     | 6     | 7     | Pontszám | Helyezés |
| --------------------------------- | ----------- | ------ | ----- | ----- | ------ | ----- | ----- | ----- | -------- | -------- |
| John Foster, Jr. John Foster, Sr. | Csillaghajó | 29,0   | 29,0  | 28,0  | (30,0) | 30,0  | 29,0  | 25,0  | 170,0    | 25.      |
| Jean Braure Charlie Shipway       | Tornádó     | (28,0) | 27,0  | 27,0  | 28,0   | 28,0  | 27,0  | 27,0  | 164,0    | 22.      |